# Memorias de Sanson
Las Memorias de Sanson, subtituladas Memorias para servir a la historia de la Revolución Francesa, es una serie de memorias apócrifas atribuidas al verdugo Charles-Henri Sanson que participó en la ejecución del rey Luis XVI. 
El libro, publicado en 1830, fue elaborado en parte por el joven Honoré Balzac y François-Louis L'Héritier de l'Ain, quien también participó en la redacción de las memorias de Constante, el ayudante de cámara de Napoleón.
En algunas ediciones de las memorias aparece la imagen de una campana rota y la leyenda «Sans Son» (sin sonido), como emblema de la familia.
Esta colección de memorias y anécdotas ficticias refiere las ejecuciones de personajes famosos en que participaron los miembros de esa célebre familia.
En 1852 estos artículos fueron identificados por Joseph-Marie Quérard, entre las bromas o supercherías literarias
En 1847, el último representante de la familia, Henri Sanson Clément, decidió, a raíz de sus problemas de dinero a causa el juego, usar el texto complementándolo y así lo publicó bajo el título Siete generaciones de ejecutores, memorias de los verdugos Sanson.
Esta obra ha sido traducida a varias lenguas, destacándose la reciente en lengua china.

## Los verdugos
- Charles-Louis Sanson. Origen de la línea, en tiempos del rey Luis XIV.
- Charles Sanson I.
- Charles Sanson II. Presidió la ejecución de Cartouche, un bandido famoso. Murió en París en 1726, siendo enterrado con grandes pompas fúnebres en la Iglesia de Saint-Laurent.
- Charles Jean Baptiste. Nacido alrededor de 1719. Se inició a la edad de siete años en el oficio de su padre, acompañado por el segundo marido de su madre, Francois Prudhomme. Fue distinguido con la posición oficial de "Ejecutor de la Ciudad, preboste y vizconde de París". En 1757 lllevó a cabo la ejecución del regicida Damiens.
- Charles-Henri Sanson, IV. Nacido el 15 de febrero de 1739, murió el 4 de julio de 1806. Tuvo dos hijos: Henry y Gabriel. Participó en la Revolución francesa, con el título de ciudadano. Le correspondió iniciar las ejecuciones con el dispositivo fabricado por Tobias Schmidt, fabricante de clavecines de origen prusiano, de acuerdo con la propuesta del médico Guillotin, quien réclamaba una ejecución uniforme y sin dolor para los condenados a muerte. La máquina se conocería con el nombre de Guillotina.
- Henry Sanson, nacido en 1767 en París, sucedió a su padre en 1795.
- Gabriel Sanson, nacido en 1769, ayudante de verdugo desde 1790, murió en 1792, al caerse el andamio desde el cual quiso mostrar a la multitud la cabeza de un hombre guillotinado.
- Henri-Clément Sanson. A quien se atribuyeron las memorias de las siete generaciones de verdugos Sanson.

## Víctimas célebres
- Nicolas Pelletier Primer ajusticiado con la guillotina.
- Luis XVI y María Antonieta de Austria
- Charlotte Corday. Mujer que mató a Jean Paul Marat
- Maximilien Robespierre 1794
- Agustín Robespierre 1794
- Lacenaire y su cómplice Avril, en 1836. Ministro de justicia, jugador y amante homosexual.

## Enlaces
- Datos: Q3333092